# Hærværk (film)
 For alternative betydninger, se Hærværk (flertydig). (Se også artikler, som begynder med Hærværk)
Hærværk er en dansk filmatisering fra 1977 af Tom Kristensens klassiske roman om driften mod selvdestruktion og alkoholisme.
Manuskriptet er skrevet af Ole Roos og Klaus Rifbjerg efter romanen af Tom Kristensen. Instruktøren var Ole Roos.
Poul Bundgaard modtog Bodilprisen for bedste mandlige birolle i 1978 for sin rolle i filmen.

## Handling
Litteraturkritikeren Ole Jastrau (Ole Ernst) er i uforklaret oprør og vil frigøre sig fra sin velordnede, borgerlige tilværelse. Han lader den hjemløse digter-bums Steffensen (Jesper Christensen) flytte ind i sin lejlighed, hvilket fører til opløsning af hans hjem og ægteskab. Jastrau forlader sit arbejde og normale omgangskreds i sin søgen efter livets og flaskernes bund.

## Medvirkende
- Ole Ernst
- Kirsten Peüliche
- Jesper Christensen
- Lars Lunøe
- Jørgen Reenberg
- Ebbe Rode
- Axel Strøbye
- Ghita Nørby
- Buster Larsen
- Poul Bundgaard
- Arthur Jensen
- Ann-Mari Max Hansen
- Hans Christian Ægidius
- Bendt Rothe
- Olaf Ussing
- Erik Mørk
- Bent Warburg
- Helge Scheuer
- Holger Perfort
- Lillian Tillegreen
- Anne Birch
- Preben Lerdorff Rye
- Otto Brandenburg
- Erik Kühnau